# شلونك
شلونك، تطبيق محمول حكومي كويتي، مصمم للهواتف الذكية والأجهزة اللوحية، وغيرها من الأجهزة المحمولة العاملة بنظامي آي أو إس وأندرويد، وقد أطلق استجابة لجائحة فيروس كورونا وهو بإدارة الجهاز المركزي لتكنولوجيا المعلومات، وتطوير مجموعة زين للاتصالات، وقد دشنته وزارة الصحة الكويتية خصيصًا للأشخاص الذين يُطبق عليهم الحجر المنزلي والمسافرين العائدين إلى دولة الكويت من الخارج.

## عمله
يهدف التطبيق إلى متابعة الحالة الصحية للمسافرين العائدين من الخارج والمواطنين القادمين عبر رحلات الإجلاء، وذلك عبر مراقبتهم أثناء وجودهم في الحجر المنزلي حفاظًا على صحتهم وصحة وسلامة المجتمع. وصُمّم تطبيق «شلونك» ليُتيح لوزارة الصحة الكويتية من مراقبة الأشخاص المحجورين ومتابعة مواقعهم والأشخاص المخالطين لهم، كما يتيح التطبيق للمحجورين إدخال بياناتهم الحيوية والتواصل مع الفرق الطبية في وزارة الصحة عند ظهور أي أعراض عليهم.

## وصلات خارجية
- صفحة التطبيق على منصة آب ستور
- صفحة التطبيق على منصة جوجل بلاي